# Wic' Kjellin
Wic' Kjellin, född Anna Viktoria Zetterström den 8 april 1914 i Jakobs församling i Stockholm, död 9 mars 1987 i Sundbybergs församling, var en svensk klippare.
Kjellin anställdes vid Europafilm där hon kom att vara verksam i 30 år. Först arbetade hon som klippassistent, men som 22-åring fick hon klippa sin första långfilm, Våran pojke. Hon gick vidare med att göra sex filmer med Göran Gentele respektive Vilgot Sjöman, fyra för  Jörn Donner och Jan Halldoff samt två för Tage Danielsson och Mai Zetterling. Hon kom att bli en mycket viktig person i filmbranschen under 1960- och 1970-talen, bland annat till följd av sitt arbete med Bo Widerbergs Barnvagnen (1963) och Kvarteret Korpen samma år.
Kjellin klippte totalt ett hundratal filmer mellan 1936 och 1980. För sina insatser mottog hon Ingmar Bergmanpriset 1978. Hon är gravsatt i minneslunden på Sundbybergs begravningsplats.

## Priser och utmärkelser
- 1978 – Ingmar Bergmanpriset